# سیکلوپ‌ها
سیکلوپ یکی از موجودات افسانه‌ای در اساطیر یونانی و بعدها در اساطیر روم است.
سیکلوپ در اسطورهٔ یونان، به نژادی بسیار کهن از غول‌هایی با یک چشم در وسط پیشانی گفته می‌شود. آن‌ها قدرتمند، سرسخت و غیرقابل پیش‌بینی بودند و حرکات آن‌ها همیشه همراه با خشونت و قدرت بود. در افسانه‌های یونان دو نسل سیکلوپ وجود داشت؛ نسل اول شامل سه برادر نامیرا به نام‌های: برونتس (تندرگر)، استروپس (فلشر) و آرگس (درخشانگر)، که از وصلت گایا و اورانوس به وجود آمده بودند. نسل دوم از نوادگان پوزئیدون، و بلندآوازه‌ترین آن‌ها پولیفموس از ادیسه هومر بود.
جزیره‌ای که تصور می‌شود سیکلوپ‌ها در آن می‌زیستند جزئی از سیسیل است، آن‌ها در غارها زندگی می‌کردند و از هر نوع گوشت تازه (شامل گوشت انسان) تغذیه می‌کردند، همچنین گوسفند و بز را نیز برای خود نگه می‌داشتند. در داستان ادیسه هومر، اودیسئوس همراه با خدمه خود به جزیره آن‌ها وارد شدند، و شش تن از ملوانان او توسط پولیفموس خورده شدند. اودیسئوس نیز او را مست کرد و با میله‌ای داغ کورش نمود.
یونانیان خدایان و هیولاها را فرزندان تایتان‌ها خدایان اولیه، می‌دانستند که بیشتر آن‌ها فرزند گایا الهه مادر و اورانوس بودند. این دو با یکدیگر فرزندان بسیاری به وجود آوردند که شامل ۱۲ تن از تایتان‌ها نیز هست. سیکلوپ‌ها که نماد تندر، برق و آذرخش به‌شمار می‌آمدند، اولین آهنگران بودند و توسط اورانوس، زندانی شدند. زئوس، هنگام شورش علیه تایتان‌ها، سیکلوپ‌ها را آزاد کرد و در عوض آن‌ها اسلحه معروف او، صاعقه و تندر را به او هدیه دادند.